# Hyper Text Coffee Pot Control Protocol for Tea Efflux Appliances
Hyper Text Coffee Pot Control Protocol for Tea Efflux Appliances（ハイパー・テキスト・コーヒーポット・コントロール・プロトコル・フォー・ティー・エフラクス・アプライアンス、HTCPCP-TEA）は、ティーポット（あるいは給茶機など）を制御、監視、診断するためのHTTPおよびHTCPCPを拡張した通信プロトコルである。
このプロトコルは、2014年のエイプリルフールのジョークRFCとして発表されたRFC 7168で規定されている。

## 概要
このプロトコルはRFC 2324であるHyper Text Coffee Pot Control Protocolを紅茶にも対応できるように改良した規格である。そのため、コーヒーポットではない可能性もあるが、プロトコル名称はコーヒーポットである。

## コマンドと応答
HTCPCP-TEAはHTCPCPをもとにして作られているため、HTCPCPの命令はすべて定義されている。
レスポンスも、HTCPCPのレスポンスが定義されているが、以下のレスポンスが追加される。
- 300 Multiple Options - 淹れられるお茶の種類を表すAlternatesヘッダーを返す。
- 403 Forbidden - リクエストされた組み合わせがその品種のお茶を飲む人のコンセンサスに反する場合、このエラーを返す。